# Gare de Saint-Saviol
La gare de Saint-Saviol est une gare ferroviaire française des lignes de Paris-Austerlitz à Bordeaux-Saint-Jean et de Lussac-les-Châteaux à Saint-Saviol, située sur le territoire de la commune de Val-de-Comporté, dans le département de la Vienne, en région Nouvelle-Aquitaine.
Elle est mise en service en 1853. C'est une halte de la Société nationale des chemins de fer français (SNCF), desservie par des trains TER Nouvelle-Aquitaine.

## Situation ferroviaire
Gare de bifurcation, elle est située au point kilométrique (PK) 388,044 de la ligne de Paris-Austerlitz à Bordeaux-Saint-Jean et au PK 440,4 de la ligne de Lussac-les-Châteaux à Saint-Saviol partiellement exploitée pour le fret. Son altitude est de 126 m.
La gare est située à l'extrême sud-ouest du département de la Vienne, à la limite des départements des Deux-Sèvres et de la Charente. Elle se trouve à environ 3,5 km du centre-ville de Saint-Saviol.
Elle est encadrée au nord par la gare d'Épanvilliers et au sud par la gare de Ruffec.

## Histoire
La gare a été ouverte le 28 juillet 1853.
La gare était l'origine d'une ligne de chemin de fer secondaire à voie métrique des CFD Réseau des Charentes et Deux-Sèvres qui la reliait à la gare de Saint-Jean-d'Angély de 1896 à 1950.
Localement, la gare est communément appelée Gare de Civray-des-Champs, la gare de la commune voisine Civray s'appelant « Gare de Civray-Ville ».
En 2022, selon les estimations de la SNCF, la fréquentation annuelle de la gare était de 37 650 voyageurs contre 33 056 voyageurs en 2019 et 28 325 en 2018.

## Service des voyageurs

### Accueil

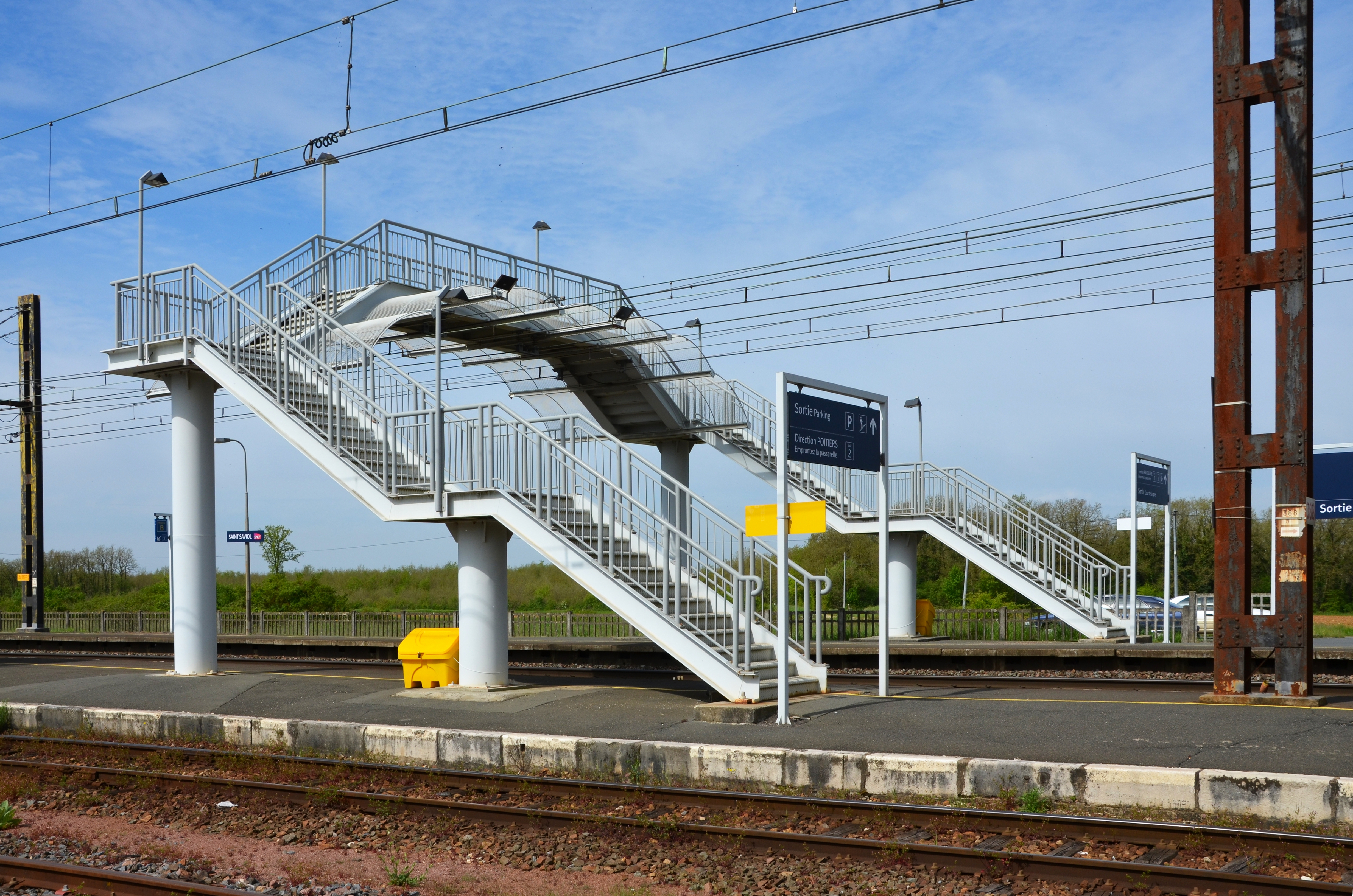
Passerelle permettant de changer de quai.

La gare dispose d'un bâtiment voyageurs sans guichet, celui ayant été fermé en juin 2011, mais elle est dotée d'un distributeur automatique de titre de transport TER. Elle est équipée de deux quais latéraux, d'un quai central et de quatre voies (dont une terminus), ainsi que de voies de garage. Le changement de quai se fait par une passerelle.

### Dessertes

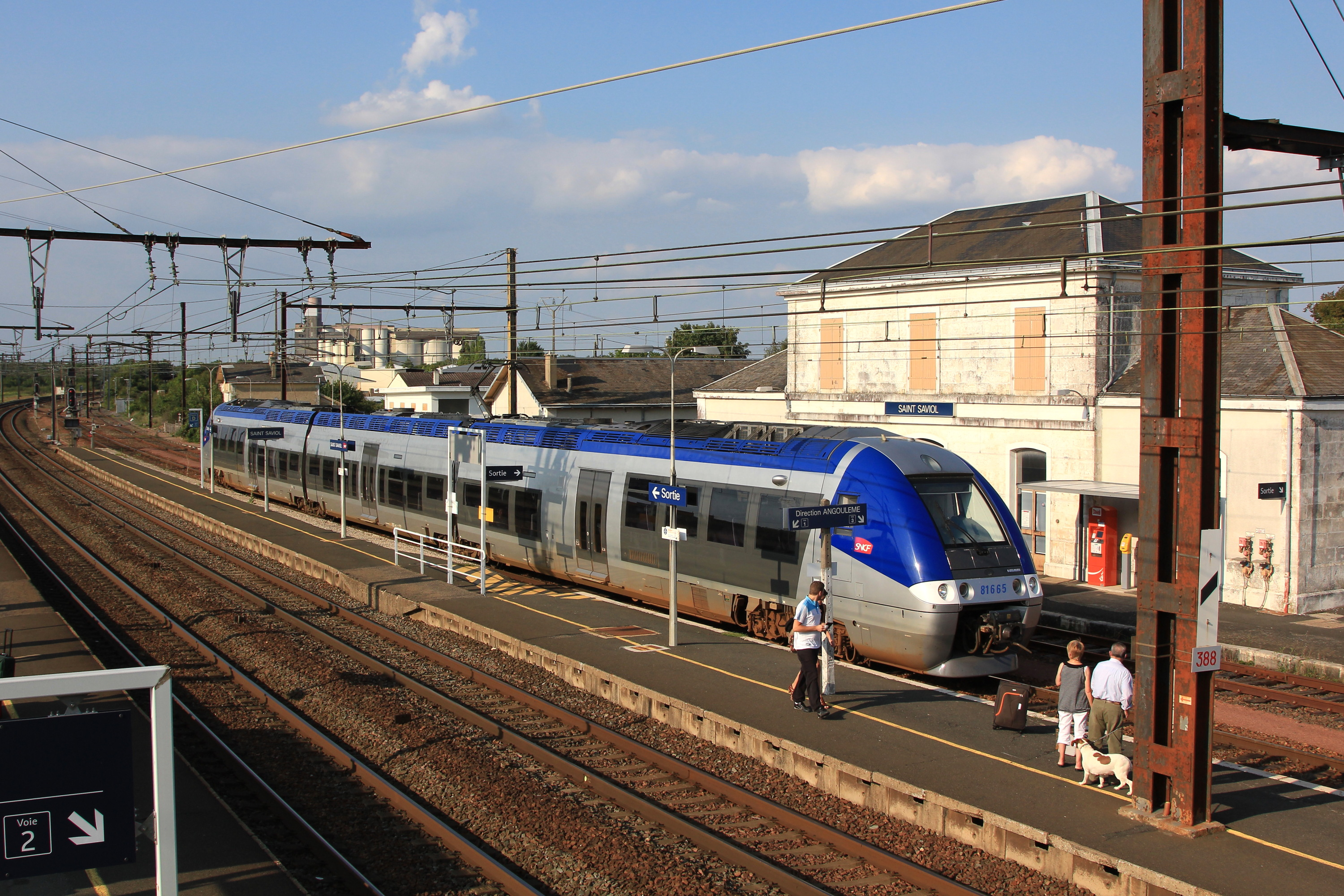
Arrivée d'un TER.

Saint-Saviol est desservie par des trains du réseau TER Nouvelle-Aquitaine (ligne Poitiers - Angoulême). Certains trains sont prolongés jusqu’à Châtellerault.